# Љетовање на југу
„Љетовање на југу” је југословенски ТВ филм из 1980. године. Режирао га је Матјаж Клопчич а сценарио је написала Бојана Андрић по делу Иве Андрића.

## Улоге
| Глумац            | Улога |
| ----------------- | ----- |
| Борис Бузанчић    |       |
| Светлана Бојковић |       |
| Стево Жигон       |       |
| Марјета Грегорац  |       |
| Ангелца Хлебце    |       |
| Нико Ковач        |       |
| Драган Шаковић    |       |